# 六墩耶稣升天堂
六墩耶稣升天堂是天主教上海教区浦东总铎区（驻唐镇的唐墓桥露德圣母堂）的一座天主教堂，位于上海市浦东新区祝桥镇盐仓社区星火村7组。
六墩天主堂是本堂神父的驻地，六墩本堂区还包括五团、老港、坦直桥、飞云桥、石家桥、蔡家桥、周家布庄7个会口，由六墩的本堂神父服务。
六墩天主堂由荷兰籍的耶稣会神父创建于1880年。1914年重建。1998年修复。其正立面为哥特式建筑风格，单钟塔，而后部则呈现强烈的江南民居风格，前后风格反差巨大。
2002年5月29日，六墩天主堂公布为浦东新区文物保护单位。